# 长发桥
长发桥是中國浙江省湖州市南浔区南浔镇百间楼河上的一座水泥桥。该桥始建于1925年。
2015年，长发桥公布为湖州市文物保护单位。2017年，公布为浙江省文物保护单位。